# Prêt à la grosse aventure
Vous lisez un « bon article » labellisé en 2009.

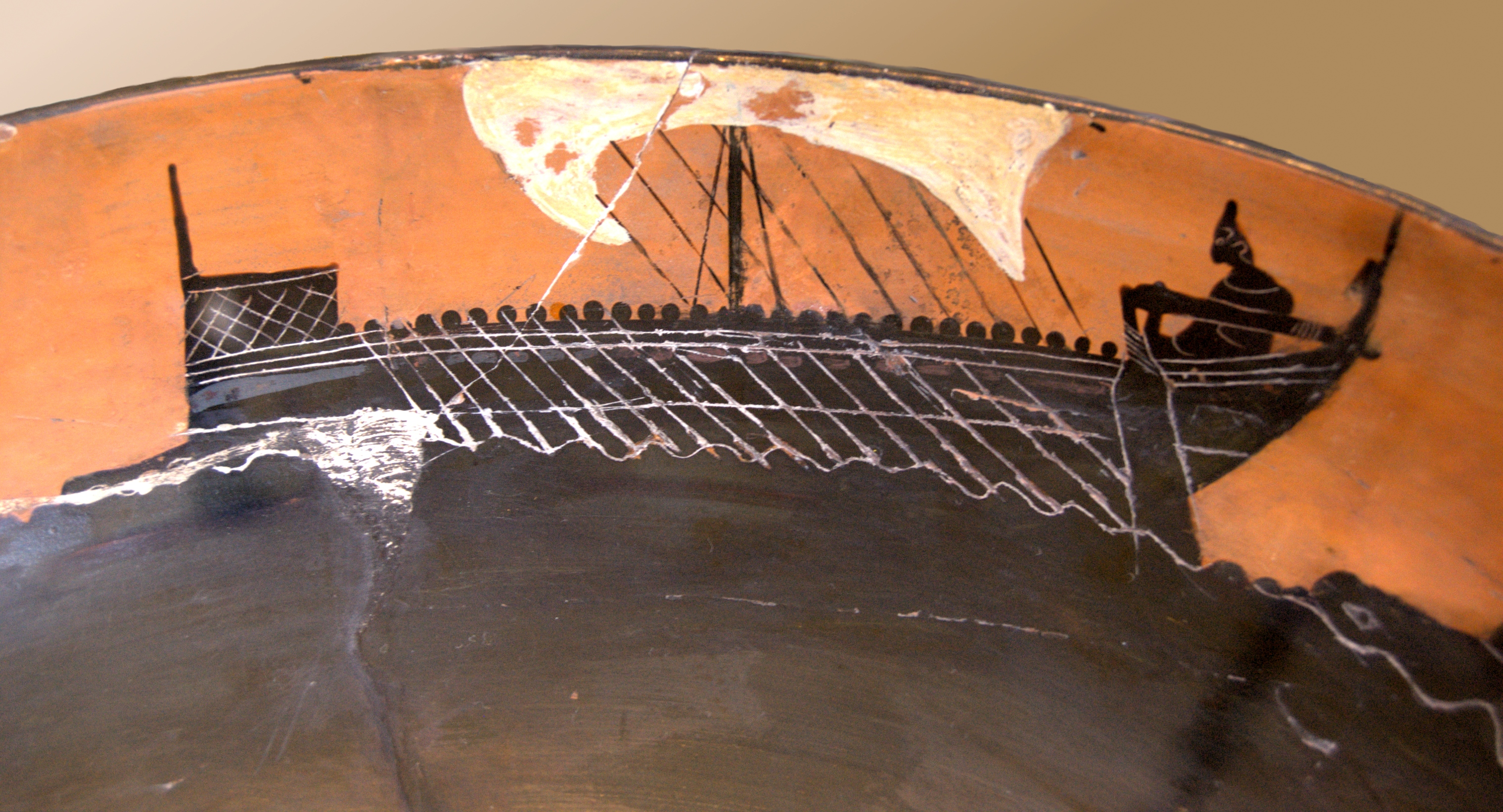
Navire, intérieur d'un kylix attique du Groupe de Léagros, vers 520 av. J.-C. (Cabinet des médailles de la Bibliothèque nationale de France).

Un prêt à la grosse aventure, également appelé nautika ou simplement prêt maritime (en grec ancien ἀργύριον ναυτικός / argurion nautikos ou δανείσματα ναυτικά / daneismata nautika) est, en Grèce antique à l'époque classique, un prêt consenti à un taux très élevé par un particulier pour financer le voyage d'un négociant au long cours (emporos) ou d'un nauclère, sans établir entre eux d'association à long terme. Il a essentiellement une fonction d’assurance.

## Principe

### Un prêt à fonction d'assurance
Ce type de prêt, connu essentiellement à partir du IVe siècle av. J.-C.,, peut éventuellement permettre à l'emprunteur de compenser la faiblesse de son capital propre (en général, la somme empruntée ne porte que sur une part des marchandises embarquées), mais il est avant tout envisagé comme une assurance contre le risque de naufrage. Dans ce cas en effet, un marchand qui aurait financé lui-même l'ensemble du voyage perdrait à la fois le navire et sa cargaison. Le prêt à la grosse aventure permet de faire supporter à un tiers, le prêteur, l'exposition sur la valeur de la marchandise. En cas de naufrage, le prêteur perd sa mise, y compris l'intérêt.

### Un taux d'intérêt élevé
Si le voyage se déroule bien, le prêteur recouvre le principal, augmenté d'un intérêt considérable compte tenu du caractère souvent risqué de l'entreprise : les taux s'élèvent généralement à 10-12 % pour un aller simple(heteroplous) et 20-30 % pour un aller-retour (amphoteroplous), cas le plus fréquent car il offre aux bailleurs de fonds de meilleures garanties de se voir restituer le capital prêté. Dans un cas, évoqué dans le Contre Diogiton de Lysias, l'intérêt atteint même 100 % : l'investisseur voit son capital doublé, même si cette interprétation, généralement admise, a pu être contestée. En comparaison, les taux terrestres affichent un taux plus réduit de 1 % par mois. Quand le pseudo-Xénophon propose aux Athéniens de se cotiser pour acheter des vaisseaux, il leur fait ainsi miroiter un taux exceptionnel de « près de vingt pour cent, autant que pour un prêt à la grosse aventure ». Le philosophe Théophraste montre dans ses Caractères un homme expliquant dans le détail les gains et pertes obtenus par son prêt maritime comme s'il avait toujours pu prêter à tout qui le lui a demandé,.

### Une rémunération du prêt indépendante de sa durée
L'intérêt d'un prêt maritime ne correspond pas à la définition moderne du terme, au sens où il n'est pas proportionnel à la durée du prêt : son montant est fixé dans le contrat indépendamment du temps que prendra la navigation. Il ne peut être affecté que par l'infortune de mer (jet de la cargaison en cas de tempête pour sauver le navire, paiement d'une rançon à l'ennemi ou à des pirates, naufrage) ou par une aggravation du risque couru, par exemple si le navire effectue le voyage de retour pendant la mauvaise saison. En comparaison, l'intérêt d'un prêt terrestre est exprimé sur une base journalière ou mensuelle. Ainsi, dans le passage précédemment cité, le pseudo-Xénophon indique que le souscripteur de dix mines touchera trois oboles par jour. Cette absence de référence au temps peut s'expliquer parce que les voyages commerciaux sont relativement brefs, de l'ordre de quelques semaines. Dans ces conditions, imposer un intérêt additionnel au taux terrestre habituel, 1 % par mois, ne rapporte guère que 13 drachmes pour un retard de 15 jours sur un capital de 2 600 drachmes, qui correspond à la moyenne des prêts. Ensuite, le débiteur a lui-même plutôt intérêt à effectuer le voyage au plus vite, afin de pouvoir réinvestir dans une autre opération.Le débiteur n'est souvent que l'un des marchands à bord d'un bateau qui en transporte plusieurs ; il ne maîtrise donc pas nécessairement le trajet ni le calendrier prévu par le capitaine du navire.

## Un placement risqué mais rémunérateur

### Un moyen d'accroître leur patrimoine pour de riches particuliers
Le capital prêté s'élève en moyenne à 2 600 drachmes. Le père de Démosthène disposait de créances liées à « des prêts maritimes pour une valeur de 70 mines », soit quasiment l'équivalent de la valeur de sa maison et de son contenu (80 mines). Les créances importantes dont disposent d'après les sources un certain nombre de riches personnages, à Athènes ou ailleurs, en matière de prêt maritime correspondent au regroupement de plusieurs prêts accordés souvent à des commerçants différents, conformément à « cette règle fondamentale du commerce maritime (et des pratiques économiques en général) [en Grèce antique] : chacun multiplie les opérations moyennes, en divisant le capital pour diviser les risques et éviter de tout perdre dans un naufrage ; pour les mêmes raisons, on s'associe avec d'autres ».
Sans constituer le cœur de leur activité (placer tous ses capitaux dans ce type de prêt aurait été trop risqué), les prêts sont accordés en général par de riches particuliers qui cherchent à diversifier leurs placements et accroître leur patrimoine. Pour limiter les risques liés aux infortunes de la mer, ils sont souvent plusieurs à s'associer sur un même prêt. Il peut s'agir de métèques ou de citoyens athéniens, de propriétaires fonciers ou de commerçants actifs ou retirés, comme le plaideur du Contre Apatourios de Démosthène, qui dit : « il n'y a pas sept ans que j'ai renoncé à la navigation, et j'essaye depuis de faire travailler, en les plaçant dans des entreprises maritimes, les petits capitaux que je possède ».
En partant de l'hypothèse d'un taux de 3 à 5 % de naufrages, Alain Bresson a cherché à démontrer que les prêteurs faisaient preuve d'une grande rationalité dans la définition des risques courus lors d'un prêt de ce type et s'appuyaient sur un calcul précis prenant en compte les probabilités de naufrage pour définir au plus juste le taux d'intérêt du prêt consenti, mais le modernisme du raisonnement a été contesté par Olivier Picard.

### Banquiers, courtiers et prêt maritime
Certains historiens s'appuient sur le fait que le banquier Pasion dispose de liens privilégiés avec des habitants de Lampsaque et Ténédos et que son successeur Phormion possède lui-même des navires marchands pour avancer qu'« il n'est pas concevable qu'il soit resté en dehors des prêts maritimes ». Le fait que le commerce se fait quasi exclusivement par mer et que le rendement de ces prêts est très attractif a également été mis en avant pour démontrer que le financement maritime constitue un débouché naturel pour l'activité bancaire. Les banques, qui sont souvent installées dans les ports et possèdent des comptoirs dans d'autres cités commerçantes, ont une organisation adaptée aux besoins des prêteurs et leur rendent d'ailleurs des services fiduciaires.
Cependant, on ne dispose en la matière d'aucune certitude. L'hypothèse a d'ailleurs au contraire été émise selon laquelle les banquiers ne s'engagent pas en général dans ce type de prêts du fait de leur manque d'expérience en matière maritime et des risques importants qu'ils comportaient : parmi les bailleurs de fonds des 28 prêts connus à Athènes, aucun trapézite ne figure. Les banquiers n'auraient accepté d'accorder des prêts qu'à des commerçants « en mesure de fournir des gages, mobiliers ou immobiliers, non soumis aux risques maritimes ». Il a toutefois été objecté que, selon une définition de Démosthène, la prise de risque est caractéristique de la banque athénienne,.
En fait, les intermédiaires auxquels peuvent avoir recours certains particuliers et que certains ont assimilés à des banquiers, comme le dénommé Xouthos évoqué dans le passage du Contre Aphobos (11) qui détaille le patrimoine du père de Démosthène, semblent bien davantage des courtiers auxquels avaient recours les riches personnages qui souhaitaient diversifier leur patrimoine en investissant dans le prêt maritime. Ces intermédiaires étaient choisis pour leur connaissance en matière de commerce au loin. En effet, pour évaluer les risques et fixer les clauses du contrat, le débiteur « devait pouvoir juger des qualités nautiques du navire, des qualités professionnelles et morales des emprunteurs et du capitaine, des dangers de la route à suivre, de la fréquence des tempêtes selon la saison ; il devait connaître les lois commerciales, les zones infestées de pirates, les ports où un droit de représailles contre le navire était à craindre, etc. ». Dès lors, il était logique de laisser ce soin à des individus compétents, souvent commerçants eux-mêmes ou retirés des affaires, qui établissaient le contrat, se chargeaient de récupérer intérêts et principal à l'issue du voyage pour les remettre au créancier, soulagés probablement de leur commission.

## Contrats

### Un contrat écrit
Un prêt à la grosse aventure fait l'objet, dès le début, d'un contrat écrit (syngraphé), conclu en présence de témoins qui peuvent être citoyens ou étrangers, et déposé chez un tiers, particulier ou banquier. Sans qu'il constitue un « titre » incontestable ni « ne s'élève au niveau d'acte constitutif de l'opération juridique qu'il incorpore, [...] la force de l'acte écrit est en réalité telle que toute demande en justice peut être considérée comme cause perdue si le demandeur n'est pas en mesure de produire l'acte du compromis ». C'est le sens de la remarque du plaideur du Contre Apatourios de Démosthène : « Dès lors qu'a disparu l'ancien contrat, celui où je figurais d'après lui comme caution, et qu'il n'en a pas été dressé d'autre, comment est-il fondé à me poursuivre, moi contre qui il n'a pas d'acte à produire ? ». Cette puissance de l'accord écrit se manifeste également dans la solennité de sa destruction « en présence de nombreux témoins » pour marquer la fin des obligations réciproques entre créanciers et débiteur.

### Un exemple de contrat: leContre Lacritosde Démosthène

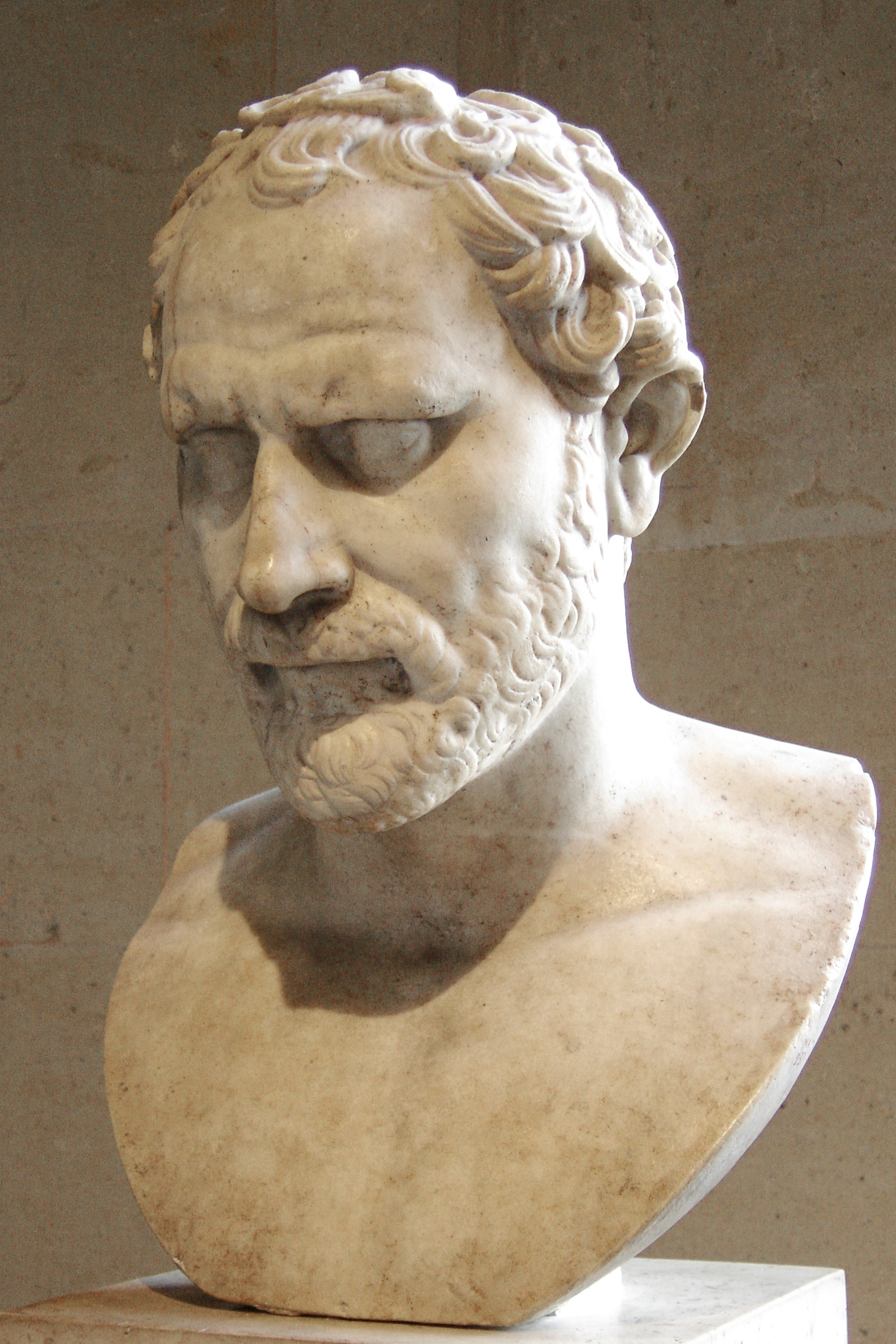
Les plaidoyers civils rédigés par Démosthène constituent notre principale source à propos du prêt maritime en Grèce antique.

L'essentiel des renseignements sur ces contrats de prêts est fourni par les plaidoyers d'orateurs attiques. Ces sources, par leur nature même (il s'agit de litiges judiciaires) illustrent surtout les dysfonctionnements possibles du système. L'exemple le plus complet de contrat disponible se trouve dans le Contre Lacritos de Démosthène, rédigé vers 340 av. J.-C. Ce discours contient en effet le contrat de prêt d'Artémon et Apollodore, deux marchands originaires de Phasélis, en Asie mineure. Androclès d'Athènes et Nausicratès d'Eubée leur prêtent 3 000 drachmes d'argent pour aller d'Athènes à Mendè ou Skionè, en Chalcidique, charger 3 000 amphores de vin de Mendè, qui seront vendues dans le royaume du Pont ou, au choix des marchands, jusqu'à l'embouchure du Borysthène (actuel Dniepr), sur la côte occidentale de la mer Noire. Les marchands retourneront à Athènes avec leur cargaison de retour, notamment les marchandises achetées avec le produit de la vente du vin.
Si le retour est entrepris avant le lever héliaque d'Arcturus (à la mi-septembre), l'intérêt versé sera de « deux cent vingt-cinq drachmes par mille », soit 22,5 %. S'il est entrepris après cette date, au moment où la navigation devient plus dangereuse, l'intérêt passe à 30 %. À l'arrivée, les créanciers prennent en gage la cargaison. Bien que gagées, les marchandises sont mises en vente et c'est le produit de cette vente qui permet le remboursement du prêt : c'est pourquoi les marchands disposent d'un délai de remboursement de 20 jours. Seules peuvent être déduites du montant dû (intérêt et principal) les marchandises qui auraient été jetées par-dessus bord pour sauver le navire en cas de tempête, ou les éventuelles rançons payées à des ennemis.
À défaut de remboursement, la propriété des marchandises passe aux créanciers, qui peuvent les vendre pour se rembourser. Si le montant ainsi réalisé s'avère insuffisant, les créanciers peuvent faire saisir les biens personnels des emprunteurs.

### Garanties et contraintes du prêt
Les contrats de prêts sont garantis soit sur la cargaison, soit sur le navire quand l'emprunteur est un nauclère, soit sur les deux. Dans deux plaidoyers civils de Démosthène, il est précisé que la valeur du bien servant de garantie équivaut au double de la somme prêté, mais il ne faut pas en conclure que cette règle était systématiquement appliquée. Dans tous les cas, tant que le remboursement n'a pas eu lieu, le débiteur ne peut contracter d'autre prêt gagé sur les mêmes objets : dans le Contre Phormion (6) de Démosthène, c'est un des reproches formulés par Chrysippe à l'égard de Phormion.
Le contrat définit avec précision l'itinéraire et le calendrier du voyage, ainsi que les pénalités à assumer si on ne s'y conforme pas : « L'emprunteur n'est donc pas libre d'utiliser cet argent comme il l'entend, mais seulement de la manière dont le contrat le stipule ». Le cas échéant, les créanciers n'hésitent pas à déléguer à un individu (esclave ou affranchi) présent sur le navire la tâche de vérifier le respect du contrat par le débiteur. Cette grande rigidité a sans doute eu pour conséquence, au moins partiellement, « de substituer un commerce bipolaire au commerce multipolaire » antérieur. Il semble pourtant que dans les faits, les nauclères disposent pour une part, sauf peut-être quand leur chargement était constitué de cette marchandise hautement stratégique qu'est le grain, d'une plus grande liberté que ne le suggèrent les contrats, choisissant de s'arrêter dans tel ou tel port placé sur leur chemin en fonction des nécessités ou des opportunités du moment.
La grande précision des contrats vise à limiter l'aléa moral et les tentations d'« aider la mer » en envoyant par exemple un navire ancien par le fond pour ne pas avoir à rembourser le prêt qu'il gageait, comme l'évoque Philostrate en évoquant les commerçants tenus par un prêt à la grosse aventure : « S'ils réussissent, c'est bien, ils voguent à pleines voiles, et ils sont tout fiers de n'avoir fait couler leur vaisseau ni volontairement ni involontairement ; mais si le profit ne suffit pas à payer les dettes, ils montent dans la chaloupe, conduisent le navire sur des récifs, et, par un artifice impie, vont eux-mêmes, de leur plein gré, perdre la fortune d'autrui, en alléguant l'irrésistible volonté des dieux. »

## Le prêt maritime en dehors du monde grec

### Proche-Orient ancien
Des exemples de prêts commerciaux sont attestés dans les archives de marchands mésopotamiens à partir du début du IIe millénaire av. J.-C., dans les tablettes cunéiformes de Kanesh (Kültepe), un comptoir de marchands assyriens localisé en Cappadoce. Ces derniers ont également recours à des associations commerciales pour financer leurs longues expéditions. Le prêt à la grosse aventure est bien attesté dans les sources de la Babylonie des XIXe – XVIIIe siècles av. J.-C. Des dispositions du Code de Hammurabi évoquent ce type de pratiques (articles 102 et suivants de la classification courante) : un bailleur de fonds remet à un commis un capital, en nature ou en argent, qui doit le faire fructifier puis partager les bénéfices avec le premier. Si le commis subit une attaque en route, il est quitte. Les prêts à la grosse aventure sont également attestés dans les archives des marchands de la cité d'Ur, à proximité du Golfe Persique, ayant des relations commerciales maritimes avec l'île de Dilmun (Bahreïn).

### En Égypte hellénistique

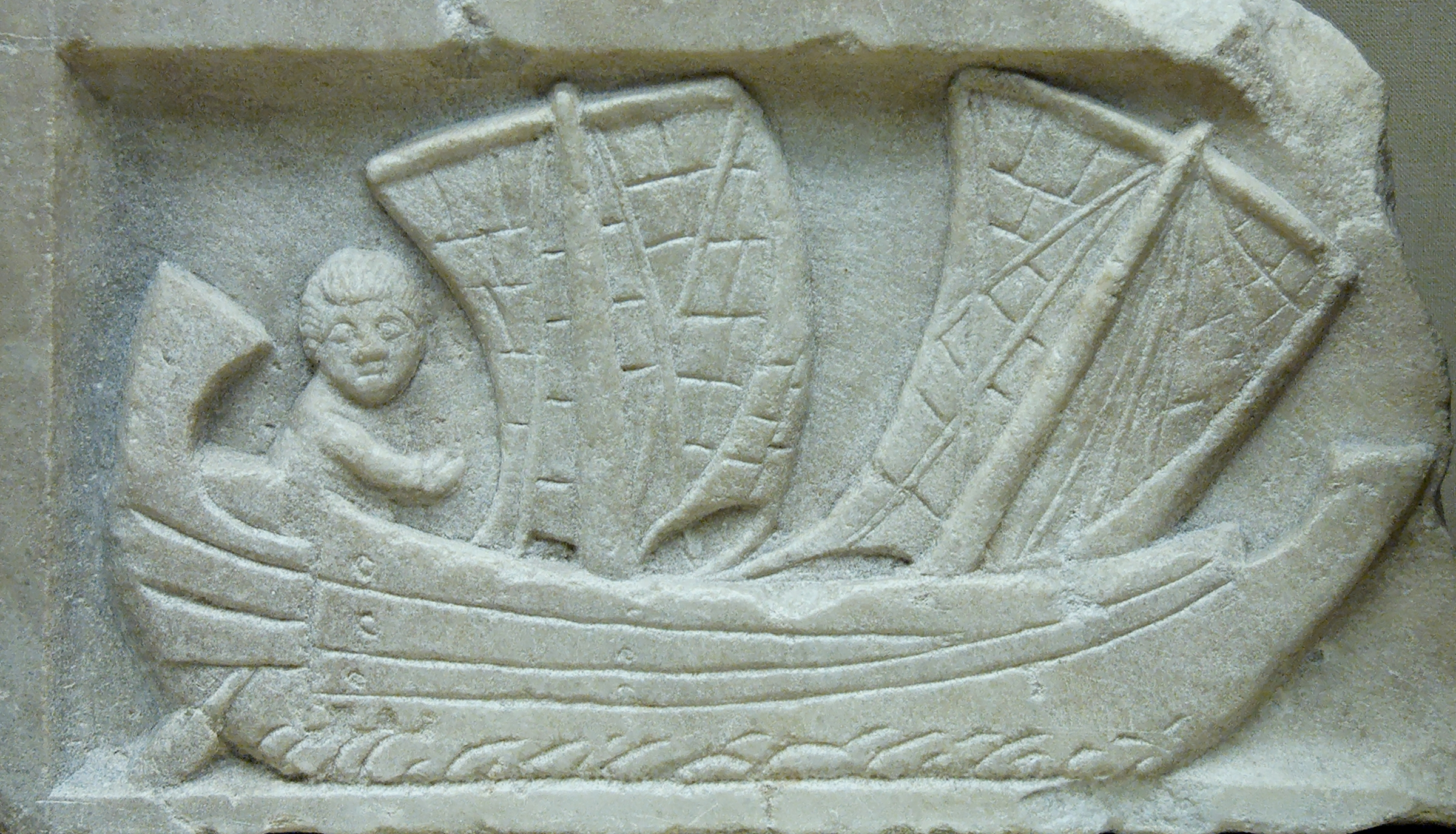
Bas-relief du IIIe siècle montrant une corbita, vaisseau romain spécialisé dans le transport du grain, œuvre découverte à Carthage, marbre, British Museum.

À l'époque hellénistique en Égypte, il semble que l'on pratiquait également le prêt maritime. On dispose ainsi, grâce à un papyrus très mutilé, d'un exemple de contrat conclu dans la première moitié du IIe siècle av. J.-C. pour financer à hauteur de cinquante mines d'argent un voyage aller-retour d'Alexandrie jusqu'en Somalie (Pays des Aromates). L'argent doit être versé aux cinq emprunteurs par l'intermédiaire d'un courtier italien chargé des mêmes fonctions d'intermédiaires que le Xouthos du Contre Aphobos de Démosthène : sans doute s'agit-il d'« un de ces negotiatores romains que l'on voit apparaître dans tout le bassin méditerranéen à partir de 250 av. J.-C. environ ». Il dispose d'une particularité qui pourrait l'exclure a priori du champ des prêts maritimes : il s'agit d'un prêt sans intérêt. En réalité, cela s'explique par le fait que le créancier, un certain Archippos, dispose d'une part sur les bénéfices escomptés comme cela était le cas au Moyen Âge : à cette époque, « les préjugés contre toute forme d'usure, interdite par le droit canon, obligeaient les contractants à dissimuler dans les conventions le taux des intérêts maritimes ». Ici, c'est la volonté des Ptolémées d'interdire tout taux d'intérêt supérieur à 24 % qui a amené les contractants à contourner l'obstacle en intéressant le créancier aux bénéfices comme cela sera le cas pour certains contrats de Gênes, treize siècles plus tard. Autre particularité en regard des prêts d'époque classique : il est fixé pour la durée du voyage, mais pour une durée de quelques semaines, voire quelques mois, ou un an : peut-être s'agit-il effectivement de la durée du voyage, mais peut-être est-ce surtout un moyen de se prémunir contre le placement par le débiteur de la somme empruntée afin de la faire fructifier ailleurs comme le dénonce le discours Contre Dionysodoros rédigé par Démosthène. Enfin, ce prêt se distingue également par l'existence d'un cautionnement des cinq emprunteurs par cinq autres individus, procédé inconnu en droit attique pour les prêts maritimes. Raymond Bogaert conclut de ce cautionnement « l'absence totale d'hypothèque sur les marchandises » en la justifiant par les difficiles conditions de navigation en mer Rouge, contrairement à Julie Velissaropoulos, pour qui le prêt semble garanti à la fois sur la cargaison et sur le navire.

### En droit romain

#### Sous la république et le début de l'Empire
Malgré quelques ajustements du même type pour l'adapter au droit romain, il semble que pour l'essentiel, le prêt maritime romain (appelé pecunia nautica ou pecunia taiecticia, c'est-à-dire « l'argent qui voyage »), contrairement à ce que l'on longtemps considéré, diffère peu dans ses modalités du prêt à la grosse aventure grec. C'est ce qui ressort notamment de l'analyse d'un papyrus, Vindob G 19 792, de l'époque du règne d'Antonin le Pieux (138-161), portant sur une somme de près de huit talents. Il s'agit d'une notification bancaire de prêt maritime, où le représentant d'une banque d'Alexandrie, Marcus Claudius Sabinus, précise avoir fourni à quatre Ascalonites, « tenus pour solidairement responsables du remboursement, un prêt maritime conformément à une syngraphe maritime. Les garanties, fournies par le navire et son gréement, ainsi que par le dernier fret, ont été remises au banquier ». Le banquier joue ici le rôle d'intermédiaire : il verse pour le compte de deux de ses clients, les créanciers du prêt en question, la somme que ces derniers prêtent aux quatre Ascalonites, et conserve le contrat : comme pour les prêts grecs d'époque classique, il ne semble pas que les banquiers romains pratiquent eux-mêmes le prêt à la grosse. Les ressemblances du prêt Vindob G 19 792 avec le nautika d'époque classique ne se limitent pas à cela : par exemple, le bateau (un acatos, navire caboteur) et sa cargaison servent de garantie comme dans un prêt à la grosse aventure grec du IVe siècle av. J.-C., ce qui amène Julie Vélissaropoulos à écrire qu'« il est issu en ligne directe de la syngraphe du Contre Lacritos ».
De fait, il semble que le prêt maritime grec a été intégré, avec quelques adaptations, au droit commercial romain dès le début du IIe siècle av. J.-C. Les negotiatores romains, commerçants et armateurs aux nombreuses relations avec les populations de l'Orient hellénistique, sont sans doute à l'origine de cet emprunt comme de beaucoup d'autres dans le domaine commercial, et faisaient souvent office d'intermédiaires dans ce domaine pour les riches romains qui souhaitaient placer avantageusement leur argent, notamment les haute société romaine. Ainsi, d'après André Tchernia, le déséquilibre entre les investissements consentis par les sénateurs et l'élite romaine, dans la terre d'une part et dans le prêt, notamment maritime, d'autre part aurait joué un rôle décisif dans le déclenchement de la crise financière qui secoua l'empire en 33. Le développement des échanges avec l'Inde à partir du changement d'ère aurait ainsi drainé une part importante des revenus de l'élite romaine vers le prêt maritime.
De tels prêts à la grosse aventure pouvaient être consentis pour des échanges à très grande distance, et contrairement à ce qui a pu être avancer, d'une ampleur conséquente : le papyrus Vindob. G 40 822 donne ainsi, au milieu du IIe siècle, l'exemple du transport d'une importante cargaison entre Muzilis en Inde et Alexandrie, pour lequel un prêt maritime a été consenti : cela indique bien que ce type de financement du commerce lointain n'était pas à l'époque considéré comme archaïque ou réservé à un commerce de peu d'importance.

#### Empire byzantin
Le prêt maritime à la grosse aventure fait l'objet de réglementations dans l'Empire byzantin, dès le Corpus juris civilis de Justinien, promulgué en 529, et reprenant des lois datant de l'époque romaine. La base de la législation sur le prêt maritime dans l'Empire byzantin est la Loi maritime des Rhodiens, reprise dans les lois et citée par les juristes durant toute la période byzantine, et probablement rédigée dans l'Antiquité tardive. Elle évoque le prêt maritime sous l'expression « argent prêté sur la mer » (Ἐπι πὀντια χρἠματα ὲκδανεισθέντα). Selon cette législation, c'est le créditeur qui prend le risque maritime : s'il y a perte, il ne peut se retourner contre le débiteur. En raison de ces risques, le prêt maritime est considéré comme différent du prêt ordinaire, et la législation autorise de pratiquer des taux d'intérêt supérieurs à ceux habituellement pratiqués : 12 % dans la législation justinienne (contre 6 % pour le prêt le plus courant et 8 % pour le prêt bancaire), relevé à 16,66 % au moins à partir du XIVe siècle. Il s'agit des taux d'intérêt les plus élevés généralement autorisés par la loi byzantine.

### Moyen Âge
Les « contrats à la grosse » se développent, notamment sous le nom de colleganza à Venise et de bodmerie dans la Hanse.
En 1236, la bulle « Naviganti vel eunti ad nundinas » du  Pape Grégoire IX condamne le prêt à la grosse comme usuraire. Ils disparaissent pendant un temps, ce qui contribuera au développement de la vente à terme puis des contrats d'assurance.

### Époque moderne
Les prêts à la grosse ont été pratiqués dans le commerce espagnol avec l'Amérique, ocroyés surtout par des marchands étrangers qui n'avaient pas le droit à participer à ce commerce.

### Époque contemporaine
En France, les contrats à la grosse étaient régis par les articles 311 à 331 du Code du commerce. Ils ont été abrogés par la loi n°69-8 du 3 janvier 1969. La mention du « prêt à grosse aventure » a été supprimé de l'article 1964 du Code civil qui régit les contrats aléatoires par la loi n° 2009-526 du 12 mai 2009.